# Saint-Georges-des-Groseillers
Saint-Georges-des-Groseillers là một xã trong tỉnh Orne, vùng Normandie tây bắc nước Pháp. Xã Saint-Georges-des-Groseillers nằm ở khu vực có độ cao trung bình 298 mét trên mực nước biển.